# Mohammad Bathaei
Mohammad Bathaei (in persiano سید محمد بطحایی‎) (Tehran, giugno 1963) è un politico iraniano, attuale Ministero della pubblica istruzione.

## Biografia
Oltre all'incarico di ministro, ricopriva (dal 22 luglio 2014 al 2016) il ruolo di Vice Ministro dell'Istruzione per lo Sviluppo Gestionale e la Logistica.